# Беатріс Ірвін
Беатріс Ірвін (16 липня 1877, Дагшай, Індія — 20 березня 1953, Сан-Дієго, Каліфорнія) — актриса, поетеса, дизайнер і пропагувальник бахаїзму. Народжена як Еліс Беатріс Сімпсон, вона взяла Беатріс Ірвін як своє сценічне ім'я, а пізніше взяла його як своє справжнє ім'я.

## Біографія
Після того, як її родина переїхала до Шотландії, а потім до Англії, вона відвідувала Челтнемський жіночий коледж, який закінчила в 1895 році та склала іспит Associate in Arts, у якому посіла 5 місце за рік. Вона продовжила кар'єру, починаючи з того, як була акторкою в театрі, що привело її до Кейп-Колоні, як її тоді називали, з гастролями по Америці, трохи в тодішній молодій країні Австралії та виступала в Шанхаї. Потім вона видала книгу віршів, і деякі вірші були опубліковані в різних місцях. Жодна кар'єра не була дуже успішною, але деякі з її робіт вважалися новаторськими, особливо коли вона поєднувала їх із навмисним використанням кольорового освітлення. Вона познайомилася з французьким скульптором Огюстом Роденом, захоплювалась ним і надихала його. Маючи певні контакти з теософами до 1910 року, вона також зустріла суфійського лідера Інаята Хана, а потім голову бахаїзму, Абдул-Баха, релігії, з якою вона все більше ототожнювала себе. Її здобутки в роботі з кольором привів до спеціалізації та бурхливої кар'єри, де вона стала фахівцем з освітлення, включаючи патентування конкретного освітлювального приладу та написання тексту «Нова наука про колір», який частково стосується психології кольору. Після її паломництва в 1930 році, щоб побачитися з тодішнім головою бахаїзму Шогі Ефенді, і його ініціації планів щодо Скрижалей Божественного Плану, для Абдул-Баха, якому вона довела свою прихильність. Беатріс присвятила більшу частину своїх останніх років популяризації релігії в Центральній, а потім і в Південній Америці, перш ніж відправитися на Майорку. Згодом вона повернулась в Сан-Сан. Дієго, де і померла. У той час як вона була все більше зайнята просуванням бахаїзму, її роботи в кольорі, особливо з Нової науки про колір, були сприйняті з великою цікавістю деякими з австралійських художників — Роем де Местра і особливо Грейс Коссінгтон Сміт — хоча в основному з теософського розуміння.
Дідусь Беатріс Ірвін по материнській лінії Джон Хол одружився з Люсі Кемпбелл Хекшоу в 1847 році. Холл служив у британській армії і був масоном. :p540-1 Їхня молодша дочка Аліса народилася в 1852 році в тому місці, яке тоді називалося Бомбей, Індія. Вона виросла та вийшла заміж за англіканського священика преподобного Вільяма Сімпсона, який тоді служив в Індії, у 1873 році. :544 Сімпсон народився в Дубліні, мабуть, у 1829 році і, таким чином, був на 20 років старший за Алісу. Після кількох попередніх посад міністра Сімпсон подав заявку на службу в Індії в 1857 році. Разом вони служили в кількох місцях, зрештою, у Дагшаї, Індія, на крайній півночі на межі гір перед Гімалаями, де народилися обидві дочки. Це було під час Британського Раджу в період Великого голоду 1876—1878 років, який почався в регіонах півдня і заходу і поширився на північ. Їхня друга донька, Еліс Беатріс Сімпсон, пізніше відома як Беатріс Ірвін, була охрещена в сусідньому Касаулі в серпні 1877 року, народилася 16 липня. Приблизно під час її народження Вільяма призначили служити в Руркі у підніжжя Гімалаїв. В 1879 році він пішов у відставку, і незрозуміло, де жила сім'я, поки вони не стали відомі в Шотландії в 1886 році наприкінці вікторіанської ери з народженням їхньої останньої дитини Артура Джона Сімпсона. У 1888 році Вільям вийшов на пенсію, щоб служити в церкві поблизу Глазго. На зимових канікулах 1891 року вони разом із Люсі Холл жили в Глазго. Приблизно тоді Аліса Беатріс зустріла Еллен Террі, яка порадила їй розглянути театр після закінчення школи. Вільям Сімпсон помер прибл. 1894. Потім родина переїхала до Лондона, сестри закінчили навчання в Челтнемському жіночому коледжі і жили на інвестиційні фонди для жінок. Потім разом купили будинок, де жила вся родина.
Мати Аліси стала членом Герметичного Ордену Золотого Світанку 12 липня 1895 року та в 1899 році здобула науковий ступінь, згодом її отримали старша дочка Елейн у 1897 році та Беатріс у 1899 році. Мати Аліси зустріла Алістера Кроулі після його ініціації в 1898 році. Після розпаду організації та позбування її членів в 1900 році, сім'я Кроулі продовжила спілкування, попри те, що Елейн мала вийти заміж.
Тим часом Беатріс закінчила свою освіту в Челтенхемі, склавши «Senior Local, або AA Examination» для Оксфордського університету. Їй було близько 18 років, і це дало їй офіційний титул асоційованого спеціаліста з мистецтв Оксфордського університету, але це не було ступенем, безпосередньо заснованим на його відвідуванні. Насправді серед тих, хто склав іспит до осені 1895 року, вона посіла 5-те місце в загальному заліку та 65-те з англійської мови. Залишається невідомим, чи відвідувала вона подальшу роботу, можливо, в коледжі Святої Хільди ; Гіртон також згадується як думали, але не пробували. Але в 1897 році вона відзначила, що обрала театр замість подальшого навчання в коледжі та взяла сценічний псевдонім «Беатріс Ірвін». Можливо, як початок її кар'єри, Беатріс можна побачити під своїм сценічним псевдонімом під час подорожі на човні з Лондона до Канади в листопаді 1897 року. Вона безперечно брала участь у театральних постановках в Англії, а потім поїхала до того, що тоді називалося Капською колонією, приблизно за десять років до того, як став Південно-Африканським Союзом, у постановках Генрі Ірвінга та Еллен Террі в деяких комедіях і була помічена там уже у квітні 1898 року і в листопаді з хорошою рецензією в серпні у виставі «Важливість бути серйозним».